# Laurence Vanceunebrock-Mialon
Laurence Vanceunebrock-Mialon (ur. 6 maja 1970 r. w Avion) – francuska polityk reprezentująca partię La République En Marche! W wyborach parlamentarnych w czerwcu 2017 r. została wybrana do francuskiego Zgromadzenia Narodowego, w którym reprezentuje departament Allier.